# Japansk liguster
Japansk liguster (Ligustrum obtusifolium) är en liten buske i familjen syrenväxter från Kina, Korea och Japan. Den odlas som trädgårdsväxt i Sverige, framför allt som häckväxt.